# Mazerolles (Vienne)
Pour les articles homonymes, voir Mazerolles.
Mazerolles est une commune du centre-ouest de la France, située dans le département de la Vienne en région Nouvelle-Aquitaine.

## Géographie

### Localisation
Situé sur la Vienne (qui sépare Mazerolles et Lussac-les-Châteaux), le village est à 35 km au sud-est de Poitiers. Il est composé du bourg, et des lieux-dits le Pont et Loubressac. Il est situé sur la RN 147 (axe Angers - Limoges), à proximité d'autres grands axes de communication (A 10 à Poitiers, RN 10 à Poitiers et Vivonne).
La sous-préfecture, Montmorillon, est à 14 km ; Le Blanc (sous-préfecture de l'Indre) est à 40 km ; Bellac (Haute-Vienne) est à 45 km. Les grandes villes : Poitiers à 35 km, Châtellerault à 50 km, Limoges à 90 km.
La commune est proche du parc naturel régional de la Brenne.

### Communes limitrophes
|           | Civaux     |                     |
| Verrières | Mazerolles | Lussac-les-Châteaux |
| Bouresse  | Gouex      |                     |

### Géologie et relief
La région de Mazerolles présente un paysage de plaines vallonnées plus ou moins boisées et de vallées. Le terroir se compose :
- sur les plateaux du seuil du Poitou :
  - pour 31 %, des terres fortes,
  - pour 9 %, d'argile à silex peu profonde,
  - pour 25 % de terres de brande,
  - pour 2 % de bornais : ce sont des sols brun clair sur limons, profonds et humides, à tendance siliceuse,
- dans les vallées et les terrasses alluviales, pour 33 % par du calcaire.

La lande est, ici, de type atlantique: elle est souvent dominée par la Bruyère arborescente et l’Ajonc d’Europe qui constituent un couvert difficilement pénétrable pouvant atteindre 3 m de hauteur. Dans ce cas, la lande prend le nom régional de « brandes ». C’est un espace issu de la dégradation et de l’exploitation intensive de la forêt originelle. La lande couvrait jusqu’à la fin du XIXe siècle plusieurs dizaines de milliers d’hectares (90 000 hectares pour le département de la Vienne vers 1877). Cette terre a été largement mise en culture à la suite de défrichements ou boisées avec du Pin maritime. Il s’agit maintenant d’espaces marginaux et menacés car considérés comme « improductifs ». Pourtant, la lande joue un rôle majeur pour une biodiversité qui s’est adaptée et a survécu en leur sein et il s’agit également d’un espace refuge pour de nombreuses espèces de mammifères.
En 2006, 74,7 % de la superficie de la commune était occupée par l'agriculture, 20,1 % par des forêts et des milieux semi-naturels, 1,7 % pour les surfaces en eau et 3,3 % par des zones construites et aménagées par l'homme (voirie). La présence de milieux naturels et semi-naturels riches et diversifiés sur le territoire communal permet d’offrir des conditions favorables à l’accueil de nombreuses espèces pour l'accomplissement de leur cycle vital (reproduction, alimentation, déplacement, refuge). Forêts, landes, prairies et pelouses, cours d’eau et zones humides… constituent ainsi des cœurs de biodiversité et/ou de véritables corridors biologiques.

### Hydrographie
La commune est traversée par 9 km de cours d'eau dont les principaux sont la Vienne sur une longueur de 4,8 km et le Goberté sur une longueur de 4,2 km.
La commune se situe en sone de répartition des eaux, où l'on observe une insuffisance chronique des ressources en eau par rapport aux besoins. Par ailleurs, elle est concernée par le classement en zones sensibles, où une élimination plus poussée des paramètres azote et/ou phosphore présents dans les eaux usées est nécessaire pour lutter contre les phénomènes d’eutrophisation.

### Climat
Pour des articles plus généraux, voir Climat de la Nouvelle-Aquitaine et Climat de la Vienne.
Historiquement, la commune est exposée à un climat océanique du nord-ouest.  
En 2020, Météo-France publie une typologie des climats de la France métropolitaine dans laquelle la commune est exposée à un climat océanique altéré et est dans la région climatique  Poitou-Charentes, caractérisée par un bon ensoleillement, particulièrement en été et des vents modérés.
Pour la période 1971-2000, la température annuelle moyenne est de 11,9 °C, avec une amplitude thermique annuelle de 14,9 °C. Le cumul annuel moyen de précipitations est de 788 mm, avec 11,2 jours de précipitations en janvier et 6,7 jours en juillet. Pour la période 1991-2020, la température moyenne annuelle observée sur la station météorologique la plus proche, située sur la commune de Montmorillon à 14,52 km à vol d'oiseau, est de 12,5 °C et le cumul annuel moyen de précipitations est de 781,8 mm,. Pour l'avenir, les paramètres climatiques de la commune estimés pour 2050 selon différents scénarios d’émission de gaz à effet de serre sont consultables sur un site dédié publié par Météo-France en novembre 2022.

### Voies de communication et transports
Les gares et les halte ferroviaires les plus proches du village sont :
- la gare de Lussac-les-Châteaux à 2,7 km,
- la gare de Montmorillon à 14,7 km,
- la gare de Mignaloux-Nouaillé à 24,8 km,
- la gare de Lathus à 22,8 km

Les aéroports les plus proches de la commune sont:
- aéroport international Angoulême-Cognac à 110 km,
- aéroport de Poitiers-Biard à 45 km,
- aérodrome de Niort - Souché à 97 km.
- aéroport de Limoges-Bellegarde à 79 km.

## Urbanisme

### Typologie
Au 1er janvier 2024, Mazerolles est catégorisée commune rurale à habitat dispersé, selon la nouvelle grille communale de densité à sept niveaux définie par l'Insee en 2022.
Elle appartient à l'unité urbaine de Lussac-les-Châteaux, une agglomération intra-départementale regroupant deux  communes, dont elle est une commune de la banlieue,,. La commune est en outre hors attraction des villes,.

### Occupation des sols
L'occupation des sols de la commune, telle qu'elle ressort de la base de données européenne d’occupation biophysique des sols Corine Land Cover (CLC), est marquée par l'importance des territoires agricoles (71,5 % en 2018), en diminution par rapport à 1990 (74,9 %). La répartition détaillée en 2018 est la suivante : 
terres arables (33,6 %), zones agricoles hétérogènes (33,6 %), forêts (20,1 %), prairies (4,3 %), zones urbanisées (3,4 %), mines, décharges et chantiers (2 %), eaux continentales (1,7 %), zones industrielles ou commerciales et réseaux de communication (1,2 %). L'évolution de l’occupation des sols de la commune et de ses infrastructures peut être observée sur les différentes représentations cartographiques du territoire : la carte de Cassini (XVIIIe siècle), la carte d'état-major (1820-1866) et les cartes ou photos aériennes de l'IGN pour la période actuelle (1950 à aujourd'hui).

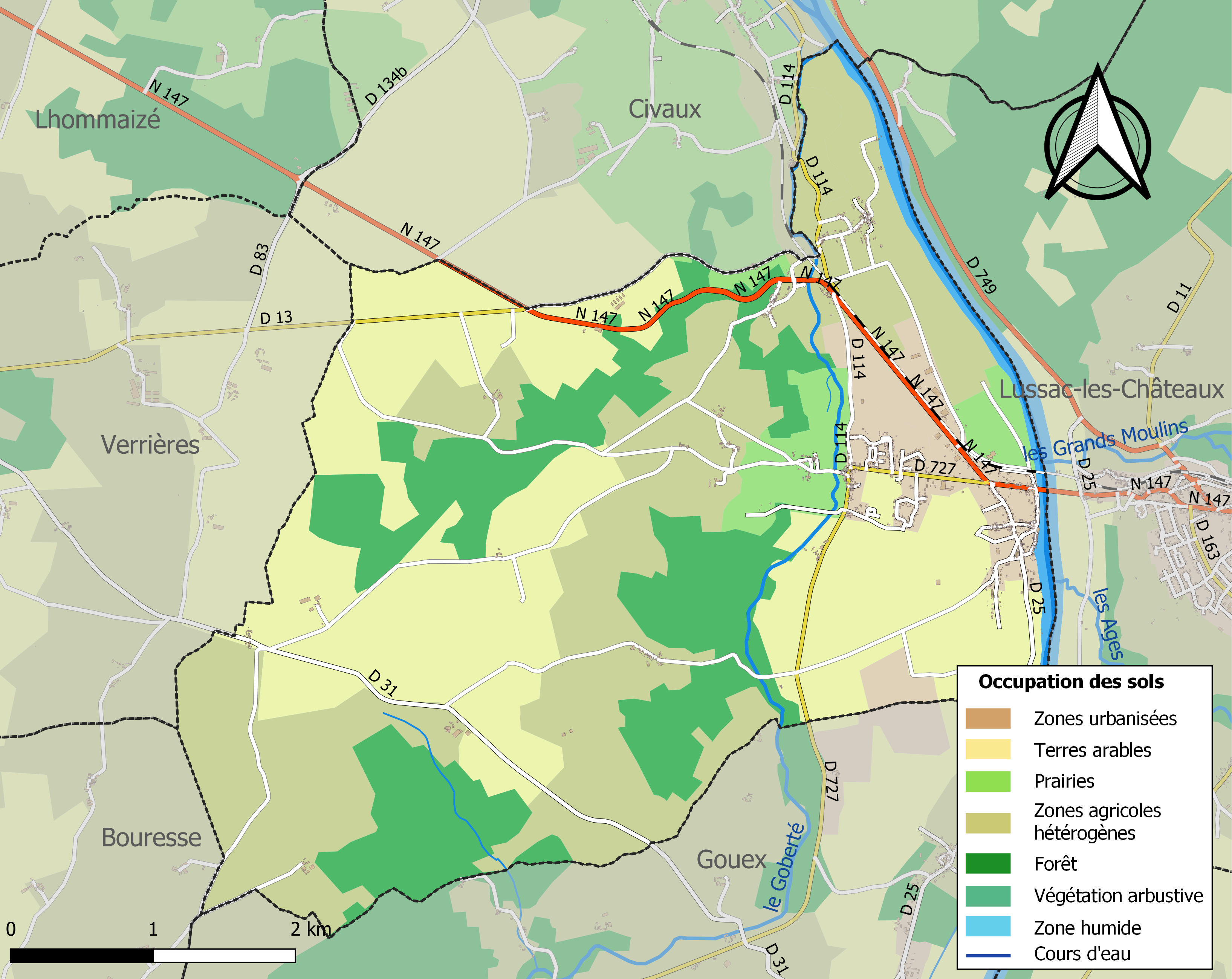
Carte des infrastructures et de l'occupation des sols de la commune en 2018 (CLC).

### Risques majeurs
Le territoire de la commune de Mazerolles est vulnérable à différents aléas naturels : météorologiques (tempête, orage, neige, grand froid, canicule ou sécheresse), inondations, feux de forêts, mouvements de terrains et séisme (sismicité faible). Il est également exposé à trois risques technologiques, le transport de matières dangereuses et la rupture d'un barrage et le risque nucléaire. Un site publié par le BRGM permet d'évaluer simplement et rapidement les risques d'un bien localisé soit par son adresse soit par le numéro de sa parcelle.

#### Risques naturels
Certaines parties du territoire communal sont susceptibles d’être affectées par le risque d’inondation par débordement de cours d'eau, notamment la Vienne, les Ages, les Grands Moulins et le Goberté. La commune a été reconnue en état de catastrophe naturelle au titre des dommages causés par les inondations et coulées de boue survenues en 1982, 1983, 1993, 1999 et 2010,. Le risque inondation est pris en compte dans l'aménagement du territoire de la commune par le biais du plan de prévention des risques inondation (PPRI) de la « vallée de la Vienne "amont" - Section Availles-Limouzine/Valdivienne », approuvé le 24 décembre 2009 et par le PPRI « Vienne Communauté de Communes Vienne et Gartempe (CCVG) », prescrit le 28 janvier 2021.
Mazerolles est exposée au risque de feu de forêt. En 2014, le deuxième plan départemental de protection des forêts contre les incendies (PDPFCI) a été adopté pour la période 2015-2024. Les obligations légales de débroussaillement dans le département sont définies dans un arrêté préfectoral du 29 mai 2015,, celles relatives à l'emploi du feu et au brûlage des déchets verts le sont dans un arrêté permanent du 24 mai 2015,.

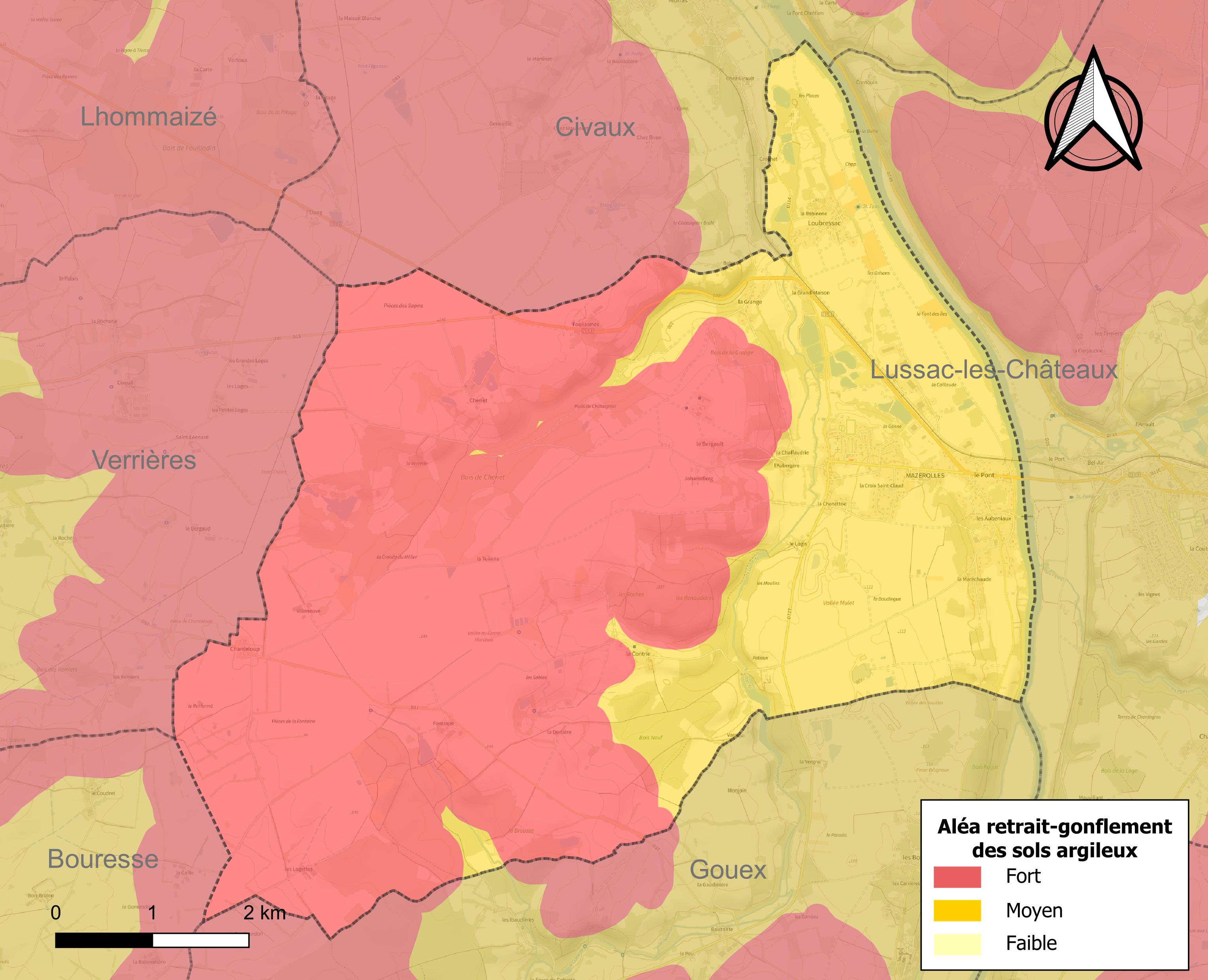
Carte des zones d'aléa retrait-gonflement des sols argileux de Mazerolles.

Les mouvements de terrains susceptibles de se produire sur la commune sont des affaissements et effondrements liés aux cavités souterraines (hors mines) et des tassements différentiels. Afin de mieux appréhender le risque d’affaissement de terrain, un inventaire national permet de localiser les éventuelles cavités souterraines sur la commune. Le retrait-gonflement des sols argileux est susceptible d'engendrer des dommages importants aux bâtiments en cas d’alternance de périodes de sécheresse et de pluie. La totalité de la commune est en aléa moyen ou fort (79,5 % au niveau départemental et 48,5 % au niveau national). Depuis le 1er octobre 2020, en application de la loi ÉLAN, différentes contraintes s'imposent aux vendeurs, maîtres d'ouvrages ou constructeurs de biens situés dans une zone classée en aléa moyen ou fort,.
La commune a été reconnue en état de catastrophe naturelle au titre des dommages causés par la sécheresse en 1996 et par des mouvements de terrain en 1999 et 2010.

#### Risques technologiques
La commune est en outre située en aval des barrages de Lavaud-Gelade et de Vassivière dans la Creuse, des ouvrages de classe A. À ce titre elle est susceptible d’être touchée par l’onde de submersion consécutive à la rupture d'un de ces ouvrages.
La commune étant située dans le périmètre du plan particulier d'intervention (PPI) de 20 km autour de la centrale nucléaire de Civaux, elle est exposée au risque nucléaire. En cas d'accident nucléaire, une alerte est donnée par différents médias (sirène, sms, radio, véhicules). Dès l'alerte, les personnes habitant dans le périmètre de 2 km se mettent à l'abri. Les personnes habitant dans le périmètre de 20 km peuvent être amenées, sur ordre du préfet, à évacuer et ingérer des comprimés d’iode stable,,.

## Toponymie
Le nom de l'agglomération proviendrait de « maceries », qui signifie « murailles ».

## Histoire

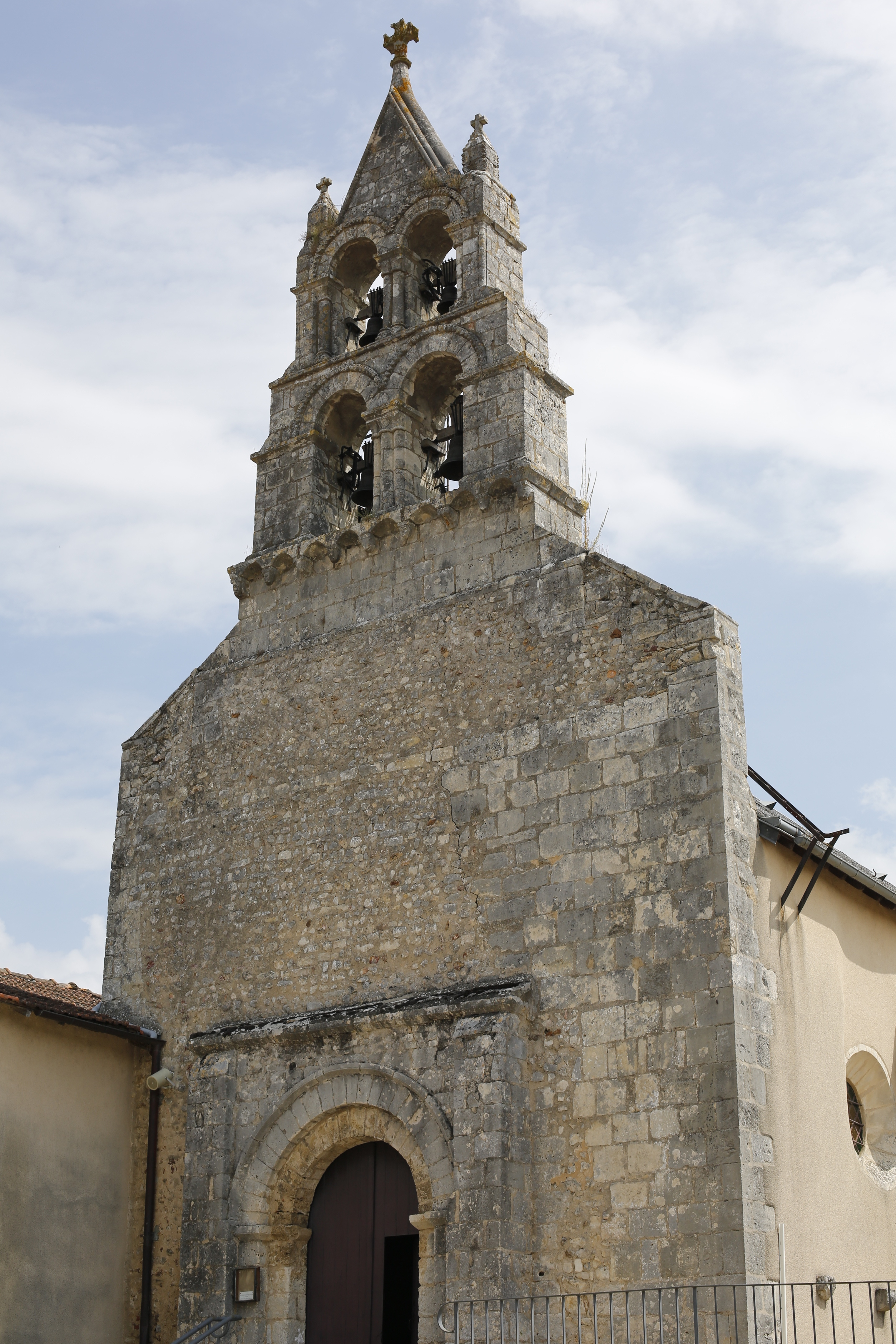
L'église Saint-Romain.

L'église Saint-Romain abrite aujourd'hui la statue de saint Sylvain (XVIe siècle) conservée autrefois à Loubressac, lieu de rassemblement ancestral sur les rives de la Vienne.
Non loin, lors de la guerre de Cent Ans, une échauffourée franco-anglaise s'est déroulée en 1369, au cours de laquelle John Chandos, sénéchal du Poitou et connétable d'Aquitaine, est mortellement blessé dans la nuit du 31 décembre par la lance de Guillaume Boitel, qui commandait le parti français. Il décède au château de Morthemer où il fut enterré. Peu de temps après son décès, un cénotaphe est érigé en sa mémoire à proximité du lieu des combats. Il a ensuite été déplacé et aujourd'hui, il est visible le long de la rue Jean Chandos et de la route de Gouex.
Une ancienne minoterie (près du pont) succède à un moulin utilisant la force hydraulique des eaux de la Vienne depuis longtemps.

## Politique et administration

### Intercommunalité
Depuis 2015, Mazerolles est dans le canton de Lussac-les-Châteaux (no 10) du département de la Vienne. Avant la réforme des départements, Mazerolles était dans le canton no 14 de Lussac-les-Châteaux dans la 3e circonscription.

### Liste des maires
| Période                                  | Période   | Identité        | Étiquette      | Qualité |
| ---------------------------------------- | --------- | --------------- | -------------- | ------- |
| Les données manquantes sont à compléter. |           |                 |                |         |
| mars 2001                                | mars 2008 | Roland Combeaud |                |         |
| mars 2008                                | En cours  | Jackie Pérault  | Sans étiquette |         |

### Instances judiciaires et administratives
La commune relève du tribunal d'instance de Poitiers, du tribunal de grande instance de Poitiers, de la cour d'appel  de Poitiers, du tribunal pour enfants de Poitiers, du conseil de prud'hommes de Poitiers, du tribunal de commerce de Poitiers, du tribunal administratif de Poitiers et de la cour administrative d'appel  de  Bordeaux, du tribunal des pensions de Poitiers, du tribunal des affaires de la Sécurité sociale de la Vienne, de la cour d’assises de la Vienne.

## Population et société

### Démographie
L'évolution du nombre d'habitants est connue à travers les recensements de la population effectués dans la commune depuis 1793. Pour les communes de moins de 10 000 habitants, une enquête de recensement portant sur toute la population est réalisée tous les cinq ans, les populations de référence des années intermédiaires étant quant à elles estimées par interpolation ou extrapolation. Pour la commune, le premier recensement exhaustif entrant dans le cadre du nouveau dispositif a été réalisé en 2008.

En 2022, la commune comptait 853 habitants, en évolution de +0,95 % par rapport à 2016 (Vienne : +0,6 %, France hors Mayotte : +2,11 %).
| 1793 | 1800 | 1806 | 1821 | 1831 | 1836 | 1841 | 1846 | 1851 |
| ---- | ---- | ---- | ---- | ---- | ---- | ---- | ---- | ---- |
| 450  | 324  | 398  | 527  | 480  | 473  | 454  | 664  | 721  |

| 1856 | 1861 | 1866 | 1872 | 1876 | 1881 | 1886 | 1891 | 1896 |
| ---- | ---- | ---- | ---- | ---- | ---- | ---- | ---- | ---- |
| 665  | 667  | 825  | 718  | 684  | 755  | 797  | 783  | 785  |

| 1901 | 1906 | 1911 | 1921 | 1926 | 1931 | 1936 | 1946 | 1954 |
| ---- | ---- | ---- | ---- | ---- | ---- | ---- | ---- | ---- |
| 797  | 779  | 793  | 674  | 655  | 636  | 684  | 696  | 605  |

| 1962 | 1968 | 1975 | 1982 | 1990 | 1999 | 2006 | 2008 | 2013 |
| ---- | ---- | ---- | ---- | ---- | ---- | ---- | ---- | ---- |
| 585  | 618  | 650  | 704  | 697  | 763  | 779  | 784  | 851  |

| 2018 | 2022 | - | - | - | - | - | - | - |
| ---- | ---- | - | - | - | - | - | - | - |
| 856  | 853  | - | - | - | - | - | - | - |

En 2008, selon l’Insee, la densité de population de la commune était de 38 hab./km2 contre 61 hab./km2 pour le département, 68 hab./km2 pour la région Poitou-Charentes et 115 hab./km2 pour la France.
Les dernières statistiques démographiques pour la commune de Mazerolles ont été fixées en 2009 et publiées en 2012. Il ressort que la mairie administre une population totale de 820 personnes. À cela il faut soustraire les résidences secondaires (27 personnes) pour constater que la population permanente sur le territoire de la commune est de 793 habitants.
La répartition de la population par sexe est la suivante :
- en 2010 : 49,7 % d'hommes pour 50,3 % de femmes.

### Enseignement
La commune dépend de l'académie de Poitiers (rectorat de Poitiers) et son école primaire publique dépend de l'inspection académique de la Vienne.

## Économie
La commune abrite plusieurs carrières et entreprises, notamment le long de la route nationale 147.
Selon la direction régionale de l'Alimentation, de l'Agriculture et de la Forêt de Poitou-Charentes, il n'y a plus que douze exploitations agricoles en 2010 contre treize en 2000.
Les surfaces agricoles utilisées ont toutefois augmenté de 37 % et sont passées de 828 hectares en 2000 à 1 141 hectares en 2010. Ces chiffres indiquent une concentration des terres sur un nombre plus faible d’exploitations. Cette tendance est conforme à l’évolution  constatée sur tout le département de la Vienne puisque de 2000 à 2007, chaque exploitation a gagné en moyenne 20 hectares.
38 % des surfaces agricoles sont destinées à la culture des céréales (blé tendre essentiellement mais aussi de l'orge), 11 % pour les oléagineux (tournesol), 40 % pour le fourrage et 7 % restent en herbe.
Quatre exploitations en 2010 (contre cinq en 2000) abritent un élevage de bovins (568 têtes en 2010 contre 386 en 2000). Six exploitations en 2010 (contre neuf en 2000) abritent un élevage d'ovins (2 136 têtes en 2010 contre 2 036 têtes en 2000). Cette évolution est contraire à la tendance globale du département de la Vienne. En effet, le troupeau d’ovins du département, exclusivement destiné à la production de viande, a diminué de 43,7 % de 1990 à 2007. En 2011, le nombre de têtes dans le département de la Vienne était de 214 300. L'élevage de volailles a disparu au cours de cette décennie (304 têtes sur quatre fermes en 2000).
La transformation de la production agricole est de qualité et permet aux exploitants d’avoir droit, sous conditions, aux appellations et labels suivants :
- Beurre Charente-Poitou (AOC)
- Beurre des Charente (AOC)
- Beurre des Deux-Sèvres (AOC)
- Veau du Limousin (IGP)
- Agneau du Poitou-Charentes (IGP)
- Porc du Limousin (IGP)
- Jambon de Bayonne (IGP)

## Culture locale et patrimoine

### Lieux et monuments

#### Patrimoine civil et religieux
La commune compte deux monuments (église et dolmen de Loubressac) classés à l'inventaire des monuments historiques et 26 lieux et monuments répertoriés à l'inventaire général du patrimoine culturel.
Par ailleurs, elle compte trois objets (statue de saint Sylvain et bas-relief dans le prieuré Saint-Romain, monument sépulcral de Jean Chandos) classés à l'inventaire des monuments historiques.

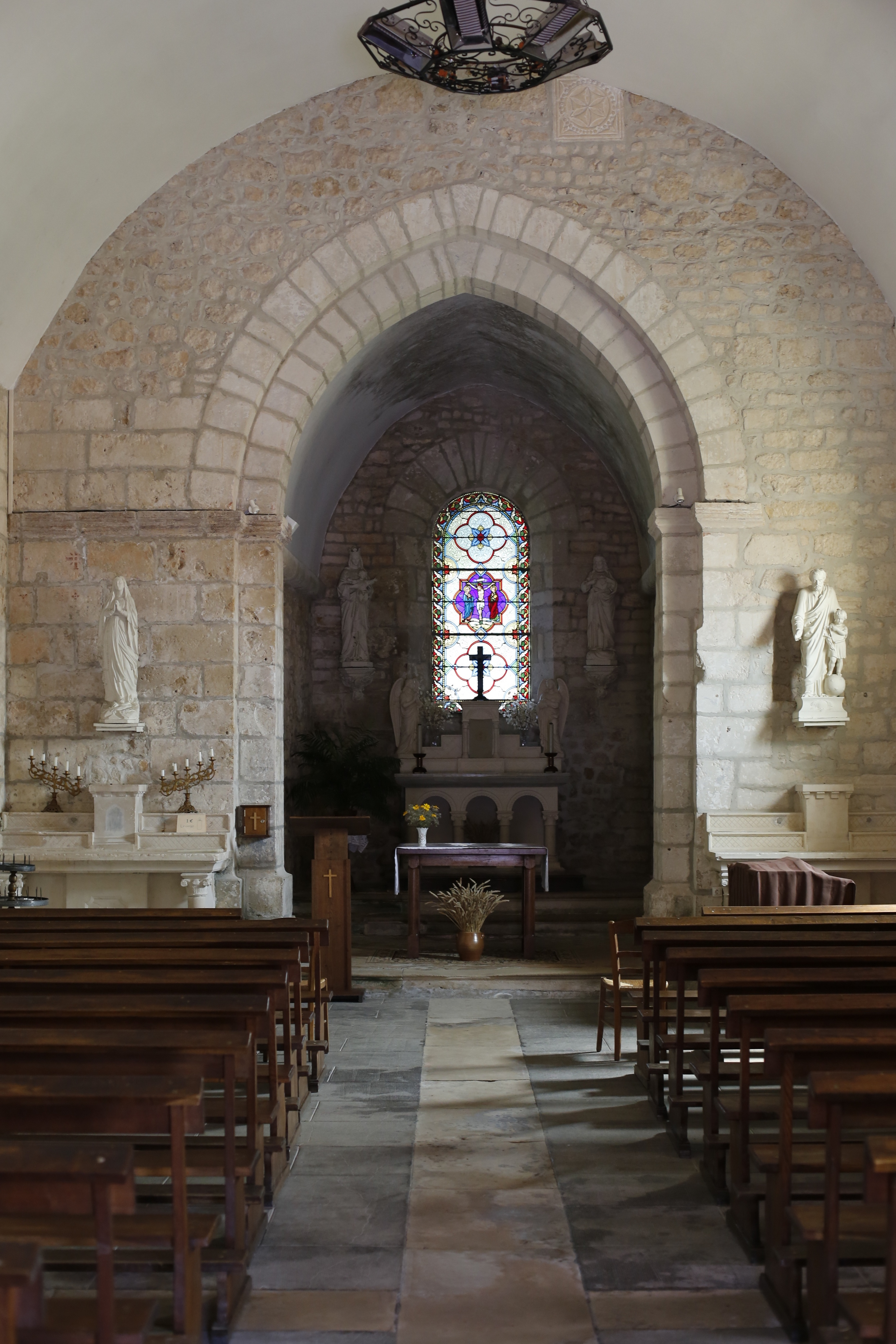
Nef de l'église Saint-Romain.
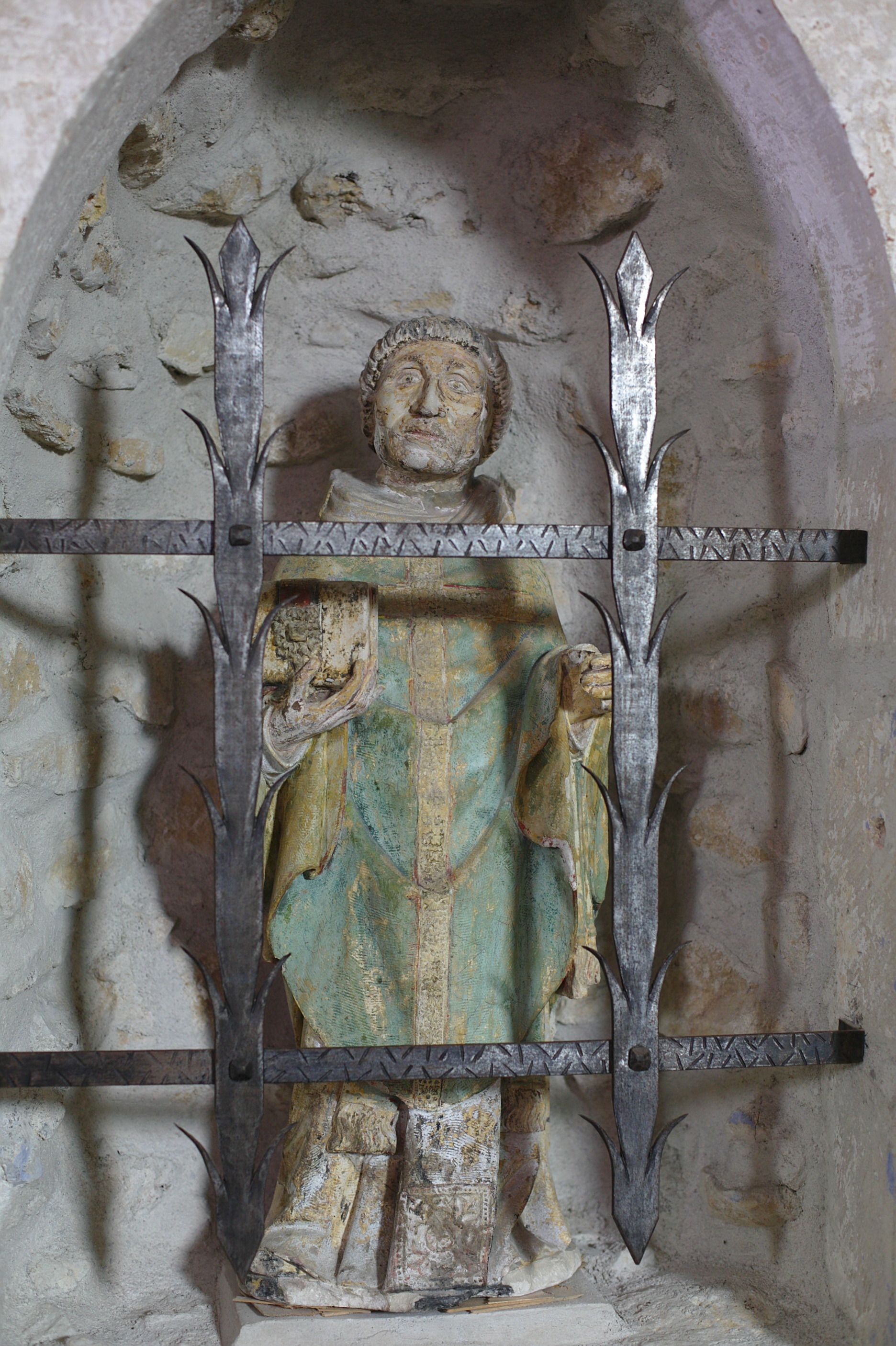
Statue de saint Sylvain.

- La commune abrite le cénotaphe du connétable Jean Chandos, commandant des armées anglaises pendant la première moitié de la guerre de Cent Ans, connétable de Guyenne en 1362 et sénéchal du Poitou. Il fut mortellement blessé lors d'une escarmouche près du pont de Lussac-les-Chateaux le 31 décembre 1369 par la lance de Guillaume Boitel, lieutenant de Du Guesclin. Le cénotaphe se trouve dans un petit jardin le long de la rue Jean Chandos au lieudit Les Aubeniaux[46].

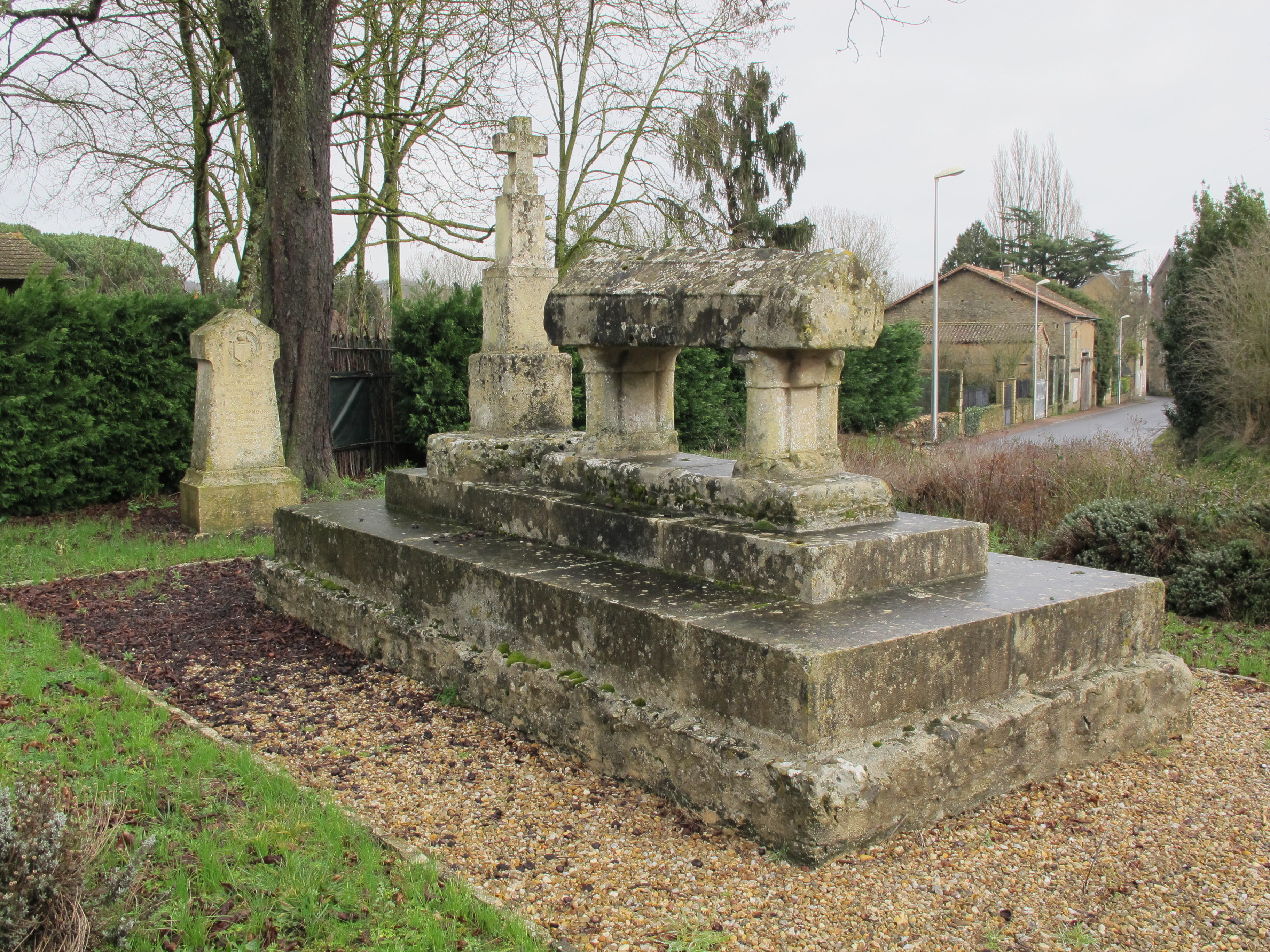
Cénotaphe de Jean Chandos
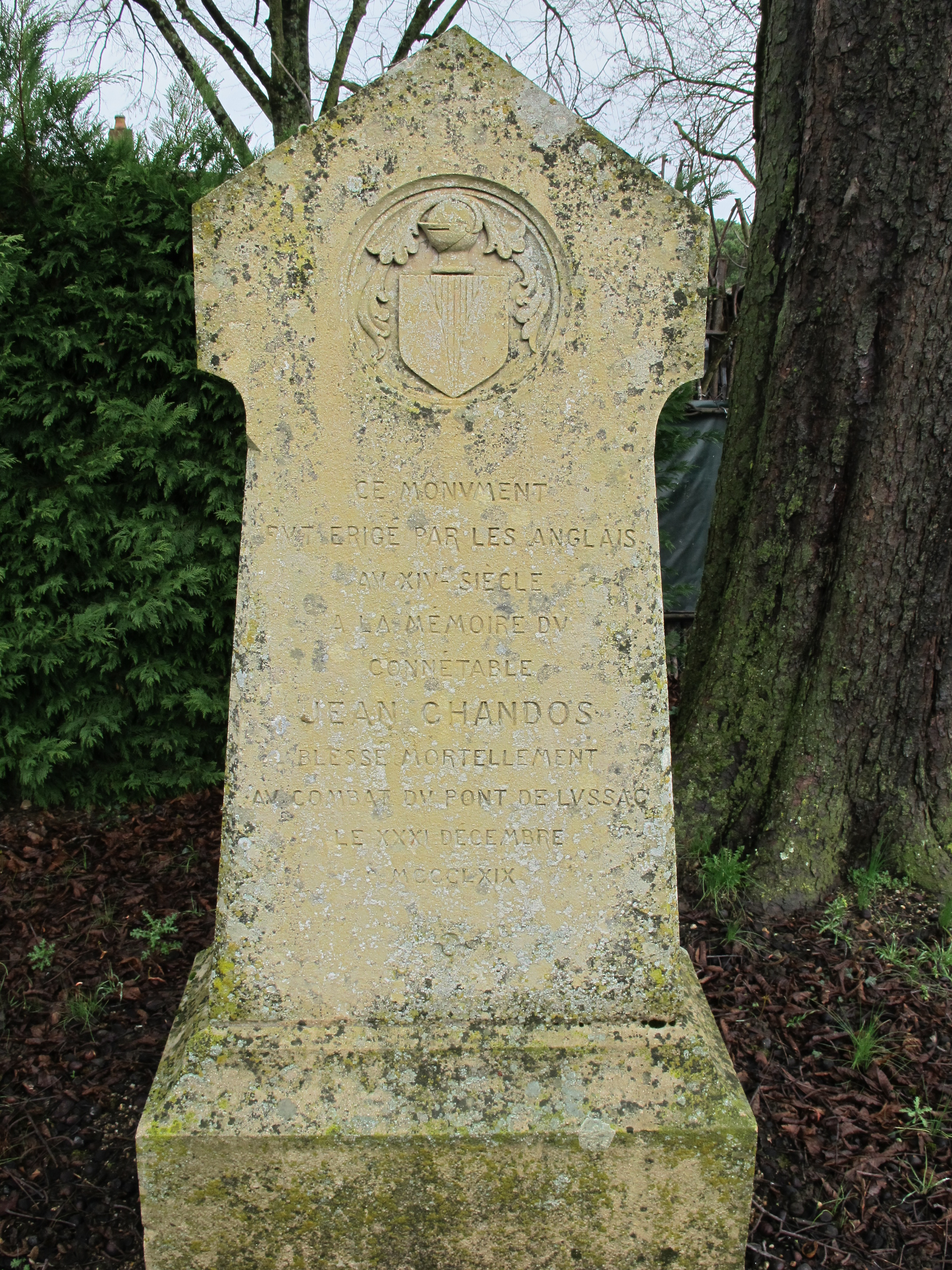
Détail de la stèle

- Église Saint-Romain  Classé MH (1919)[47] pour son clocher à arcades du XIIe siècle, son campanile et son élévation[47]. L'origine de cette église serait très ancienne. Elle daterait du VIIe siècle si on se base sur une pierre sculptée en rosaces surmontée d'un fronton triangulaire qui se trouve sur le mur de droite.
- Dolmen de Loubressac  Classé MH (1974)[48] Le dolmen datant du néolithique moyen (il y a environ 6 000 ans) est situé le long de la route qui mène au hameau de Loubressac. Il est en calcaire. Avec, le développement de l'agriculture intensive, et surtout à partir de 1955, date du début du remembrement, nombre de dolmen ont été démantelés. Celui-ci a été utilisé comme étable à moutons à la fin du XIXe siècle. Il est composé d'une table que soutiennent cinq piliers. Le couloir d'accès à la chambre qui fait 4 m de long sur 2,5 m de large était orienté à l'est. Les fouilles ont permis de trouver quelques éléments du rituel funéraire : des tessons de poterie grossière et un petit tranchet en silex accompagnant des ossements d'enfants et d'adultes. À l'origine, ce dolmen était recouvert de pierres et de terre pour former une butte artificielle appelée tumulus. Une entrée permettait d'y accéder pour y placer les morts. Érodée par le temps et la pluie, la butte s'est dégradée et seules les plus grosses pierres sont restées. Les tumulus de Bougon dans le département voisin des Deux-Sèvres permettent de se donner une idée de ce que devait être ces sites à la préhistoire. Le dolmen a été déplacé à plusieurs reprises lors de des élargissements successifs de la route.
- Chapelle du XIIIe siècle de Loubressac dédiée à saint Sylvain. Il s'agit de l'ancienne église paroissiale. Selon une légende locale, le corps de saint Sylvain, après avoir été martyrisé, mis dans un sac puis jeté dans la Vienne, aurait été repêché à cet endroit. Il y fut enterré et le site devient un lieu important de pèlerinage. La découverte du saint dans son sac aurait donné son nom au hameau : l'Ouvre Sac.
- Chapelle Saint-Sylvain, située le long de la route date du XIXe siècle.

#### Patrimoine naturel
Le Logis est un site est classé zones naturelles d'intérêt écologique, faunistique et floristique (ZNIEFF) qui couvre moins de 1 % de la surface communale.

##### Le Logis
Le site est situé à quelques kilomètres à l’ouest de Lussac-les-Châteaux. Il occupe le site d’une carrière de sables située sur une terrasse ancienne de la rive gauche de la Vienne. C’est une sablière de petite surface qui a été exploitée en front de taille. Elle présente un intérêt ornithologique remarquable comme site de nidification pour deux espèces d’oiseaux très localisées en Poitou-Charentes : le Guêpier d’Europe et l’ Hirondelle de rivage, ce qui a justifié son classement et sa protection.
En France, le guêpier se trouvait essentiellement sur les pourtours de la Méditerranée. Mais, depuis les années 1970, des colonies dispersées, en dehors de la région méditerranéenne, se sont installées notamment sur la façade atlantique. Le Guêpier d’Europe est oiseau au plumage spectaculaire, très coloré. C’est une espèce migratrice qui hiverne en Afrique tropicale. Elle est présente en France, et donc en Poitou, seulement du mois de mai à la fin août. Le Guêpier d’Europe, oiseau  grégaire, niche en colonie sur le flanc vertical d’un talus, d’un front de taille de carrière (comme ici) ou d’une berge de rivière. Dans tous les cas, il faut que le substrat soit suffisamment meuble. En effet, l’oiseau doit pouvoir y creuser un tunnel long de 60 cm à 150 cm, au fond duquel il déposera quatre à sept œufs. Ils écloront après 28 jours d’incubation. Les jeunes y resteront environ quatre semaines. Les guêpiers se nourrissent exclusivement d’insectes, et tout particulièrement de libellules, d’hyménoptères (abeilles et bourdons, plus rarement des guêpes) et de diptères, dont ils capturent une grande partie au-dessus des zones humides présentes à proximité immédiate du site de nidification. De ce fait, de nos jours, les principales menaces qui pèsent sur la présence des guêpiers sur le site sont au nombre de trois : la destruction des sites de nidification ou le dérangement excessif dans le cas d’une carrière en exploitation, la végétalisation des anciens fronts de taille dans les carrières abandonnées, souvent pour des raisons de sécurité ou …écologiques et paysagères, la raréfaction des proies due à l’emploi accru d’insecticides par l’agriculture moderne.
L’Hirondelle de rivage est une espèce bien répartie dans la moitié nord de la France, mais beaucoup plus localisée au sud de la Loire. En Poitou-Charentes, l’espèce est présente surtout en Vienne qui concentre près des 2/3 des 2 000 à 3 000 couples recensés en 1995. Sa biologie présente de nombreux points communs avec celle du guêpier en compagnie duquel elle se reproduit souvent : oiseau migrateur hivernant en Afrique, nichant en colonies au fond de tunnels creusés dans un substrat meuble, dans des sites généralement artificiels (sablières, carrières) et recherchant l’essentiel de sa nourriture (petits insectes volants) à proximité de l’eau.

##### Les arbres remarquables
Selon l'Inventaire des arbres remarquables de Poitou-Charentes, il y a un arbre remarquable sur la commune qui est un buis commun situé au lieudit la Chaffaudrie.

### Personnalités liées à la commune
- Saint Sylvain (650-717)
- Jean Chandos (1320-1370)
- Guillaume Boitel (XIVe siècle)